# فيوردلاند

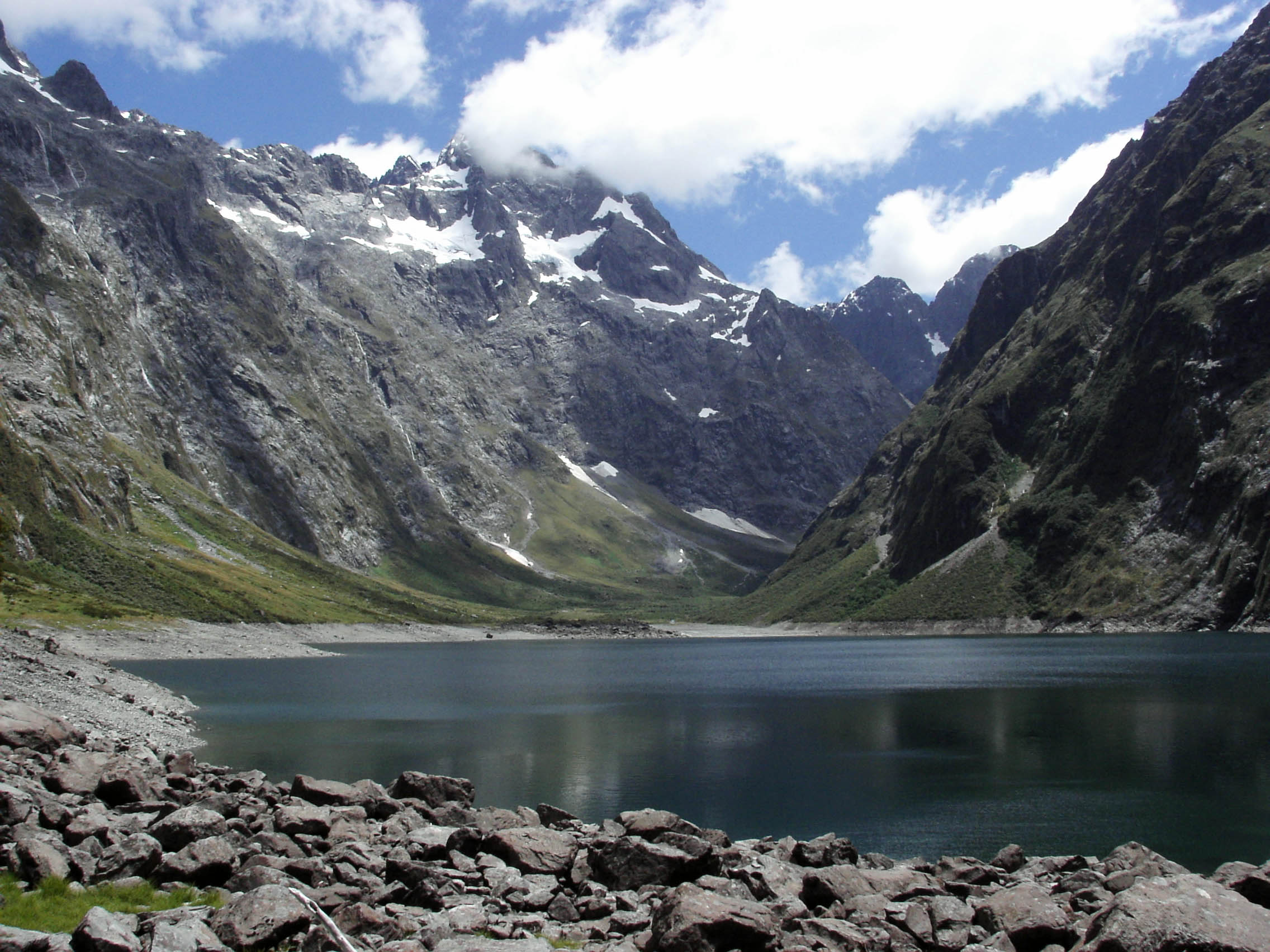
بحيرة ماريان في منتزه فيوردلاند الوطني بالقرب من نفق هومر على طريق SH 94 المؤدي إلى ميلفورد ساوند، نيوزيلندا

فيوردلاند (بالإنجليزية: Fiordland)‏؛ هي منطقةٌ جُغرافيةٌ تقع في الجانب الجنوبي الغربي من الجزيرة الجنوبية في نيوزيلندا، وتضُمُّ الثُّلث الغربي من إقليم سوثلاند. تسود في مُعظم مناطق فيوردلاند الجوانب شديدة الانحدار لِجبال الألب الجنوبية المُغطاة بِالثُّلوج والبُحيرات العميقة والوديان الغربية شديدة الانحدار والمنحوتة بِالجليد والتي تغمرها المحيطات الآن. يأتي اسم «Fiordland» من تهجئة مُختلفة للكلمة الاسكندنافية لهذا النَّوع من الوادي شديد الانحدار، الخَلَل؛ الذي يسود المنطقة. وهي قريبةٌ من مُنتزه فيوردلاند الوطني، أكبر منتزه وطني في نيوزيلندا.